# Steroidni hormon
Steroidni hormoni so hormoni steroidne strukture in nastanejo z oksidacijo sterolov. Od holesterola se razlikujejo po stranski alkilni skupini, ki jo steroidni hormoni nimajo. Zato so tudi nekoliko bolj polarni. Delimo jih na kortikosteroide in spolne hormone. Po krvi potujejo s beljakovinskimi prenašalci, ker so sami slabo topni v telesnih tekočinah. Skozi membrano celic preidejo brez prenašalcev, saj so lipidotopni. Vežejo se na receptorje v citoplazmi ali jedru. Usmerjajo izražanje genov, zato odzivi niso tako hitri kot pri peptidnih hormonih. Kortikosteroidi nastajajo v skorji (korteksu) nadledvične žleze in jih delimo na glukokortikoide, ki vplivajo na presnovo ogljikovih hidratov in beljakovin, in na mineralokortikoide, ki uravnavajo koncentracijo elektrolitov v krvi. Spolni hormoni nastajajo v glavnem v spolnih žlezah; nadalje jih razdelimo na androgene, estrogene in progestagene.
Sorodno strukturo ima tudi vitamin D.

## Sinteza
Naravni steroidni hormoni nastajajo iz holesterola, in sicer predvsem v spolnih žlezah in v skorji nadledvične žleze. Iz holesterola nastane pregnenolon, ta pa je izhodna spojina za številne presnovne poti in posledično nastanejo različne steroidne strukture. Nadaljnje spremembe in katabolne reakcije potekajo v jetrih, drugih obkrajnih tkivih in tudi v ciljnih tkivih.

### Sintezni steroidi in steroli
Dandanes pridobivajo številne sintezne steroidne hormone, ki imajo na steroidne receptorje bodisi močnejši bodisi šibkejši učinek od naravnih hormonov. Poznamo tudi nesteroidne sintezne spojine, ki izkazujejo učinek na steroidnih receptorjih.
Primeri sinteznih steroidnih hormonov:
- Glukokortikoidi: prednizon, deksametazon
- Mineralokortikoidi: fludrokortizon
- Vitamin D: dihidrotahisterol
- Androgeni: ookandrolon, nandrolon (imnovani tudi anabolni steroidi)
- Estrogeni: diettilstilbestrol (DES)
- Progestini: noretindron, medroksiprogesteron acetat